# عصفور النار (مسلسل)
عصفور النار هو مسلسل مصري من تأليف أسامة أنور عكاشة ومن بطولة فردوس عبد الحميد وعبد الله محمود ومحمود الجندي و النجم محمود مرسي. التتر من كلمات سيد حجاب والحان عمار الشريعي .

## ملخص القصة
يروي المسلسل قصة (صقر الحلواني)، الذي يطمع في منصب أخيه (صادق) كعمدة لقرية الحلوانية، وذلك لحبه الشديد للمال والسلطة، فيموت (صادق) نتيجة رصاصة طائشة، فيتولى (صقر) العمودية من بعد مقتل أخيه، ويبدأ في ظلمه، واستبداده الذي يجوب الناحية كلها.